# Qi od Xije
Qi (kineski 啓/启) bio je drugi vladar drevne Kine iz dinastije Xije. Vladao je oko devet ili deset godina.
Njegov je otac bio kralj Yu Veliki, a Qijeva je majka bila kraljica Nu Jiao.
Prema Sima Qianu, Yu nije htio da Qi dođe na vlast te je za nasljednika izabrao ministra Yija. Ipak, Qi je postao kralj.
U prvoj godini svoje vladavine Qi je održavao velike proslave. U osmoj je godini poslao ministra Mengtua u Bu.
Qi je imao barem šestoricu sinova, Tai Kanga, Zhong Kanga, Wuguana i još trojicu, a Tai Kang ga je naslijedio oko 2117. prije nove ere.